# Autoroute A13 (Belgique)
Pour les articles homonymes, voir A13.
L'autoroute belge A13 (classée en tant qu'E313) est une autoroute reliant Anvers à Liège. Elle traverse du nord au sud la Campine puis la Hesbaye et passe à proximité notamment des villes de Herentals, Geel, Hasselt et Tongres. Elle longe le canal Albert sur la majorité de sa longueur. Elle est aussi connu par le nom: l'autoroute de Baudouin (roi des Belges). Elle est construite quand il était roi, et est la deuxième autoroute construite en Belgique.

## Description du tracé
|     | Dénomination                         | Destinations                                                | BK    |
| --- | ------------------------------------ | ----------------------------------------------------------- | ----- |
|     | Fin de l'autoroute, prolongée par la | Anvers (dont Borgerhout)                                    | 0,0   |
| 17  | Borgerhout                           | Petite ceinture d'Anvers (De Singel)                        | 0,0   |
|     | Échangeur d'Anvers-Est               | Petit ring d'Anvers                                         | 0,3   |
| 18  | Wommelgem                            | Wijnegem, Wommelgem, Borsbeek                               | 3,5   |
|     | Ranst                                |                                                             | 7,4   |
|     | Échangeur de Ranst                   | Autoroute Anvers − Turnhout − Eindhoven                     | 10,5  |
| 19  | Massenhoven                          | Zandhoven (dont Massenhoven), Nijlen, Lierre                | 13,9  |
| 20  | Herentals-West                       | Herentals, Nijlen, Grobbendonk                              | 22,5  |
| 21  | Herentals-Industrie                  | Herentals, Herenthout                                       | 25,7  |
| 22  | Herentals-Oost N152                  | Herentals, Olen                                             | 29,9  |
| 23  | Geel-West                            | Geel, Westerlo                                              | 36,2  |
| 24  | Geel-Oost N174                       | Geel, Laakdal, Meerhout                                     | 42,4  |
| 25  | Ham N141                             | Ham, Tessenderlo                                            | 49,9  |
| 25a | Tessenderlo                          | Tessenderlo                                                 | 51,5  |
|     | Tessenderlo                          |                                                             | 52,4  |
| 26  | Beringen                             | Beringen, Diest                                             | 56,7  |
|     | Échangeur de Lummen                  | Autoroute Louvain − Genk − Aix-la-Chapelle                  | 62,1  |
| 26b | Industrie Zolder-Lummen              | Lummen, Heusden-Zolder                                      | 64,6  |
| 27  | Hasselt-West                         | Hasselt, Herck-la-Ville                                     | 70,2  |
| 28  | Hasselt-Zuid                         | Hasselt, Alken, Saint-Trond                                 | 74,0  |
| 29  | Hasselt-Oost                         | Hasselt, Kortessem                                          | 76,7  |
|     | Diepenbeek                           |                                                             | 80,0  |
| 30  | Diepenbeek                           | Diepenbeek, Kortessem, Genk                                 | 81,2  |
| 31  | Bilzen Hoeselt N700 N730             | Bilzen, Hoeselt                                             | 88,3  |
|     | Alt-Hoeselt                          |                                                             | 90,9  |
| 32  | Tongeren                             | Tongres, Riemst, Maastricht                                 | 96,0  |
|     | Viaduc de Boirs (550 m)              |                                                             | 101,3 |
| 33  | Boirs                                | Bassenge (dont Boirs, Glons, Roclenge-sur-Geer)             | 101,4 |
|     | Slins                                |                                                             | 103,0 |
|     | Échangeur de Fexhe-Slins             | Liaison A3 − A13                                            | 106,7 |
| 34  | Liers                                | Herstal (Liers, Milmort)                                    | 108,6 |
|     | Échangeur de Vottem                  | Autoroute Bruxelles − Liège − Aix-la-Chapelle               | 110,3 |
| 35  | Vottem                               | Herstal (Vottem)                                            | 111,4 |
|     | Fin de l'autoroute, prolongée par la | Liège (Sainte-Walburge, Naimette-Xhovémont, Saint-Léonard), | 111,8 |

## Galerie d'images

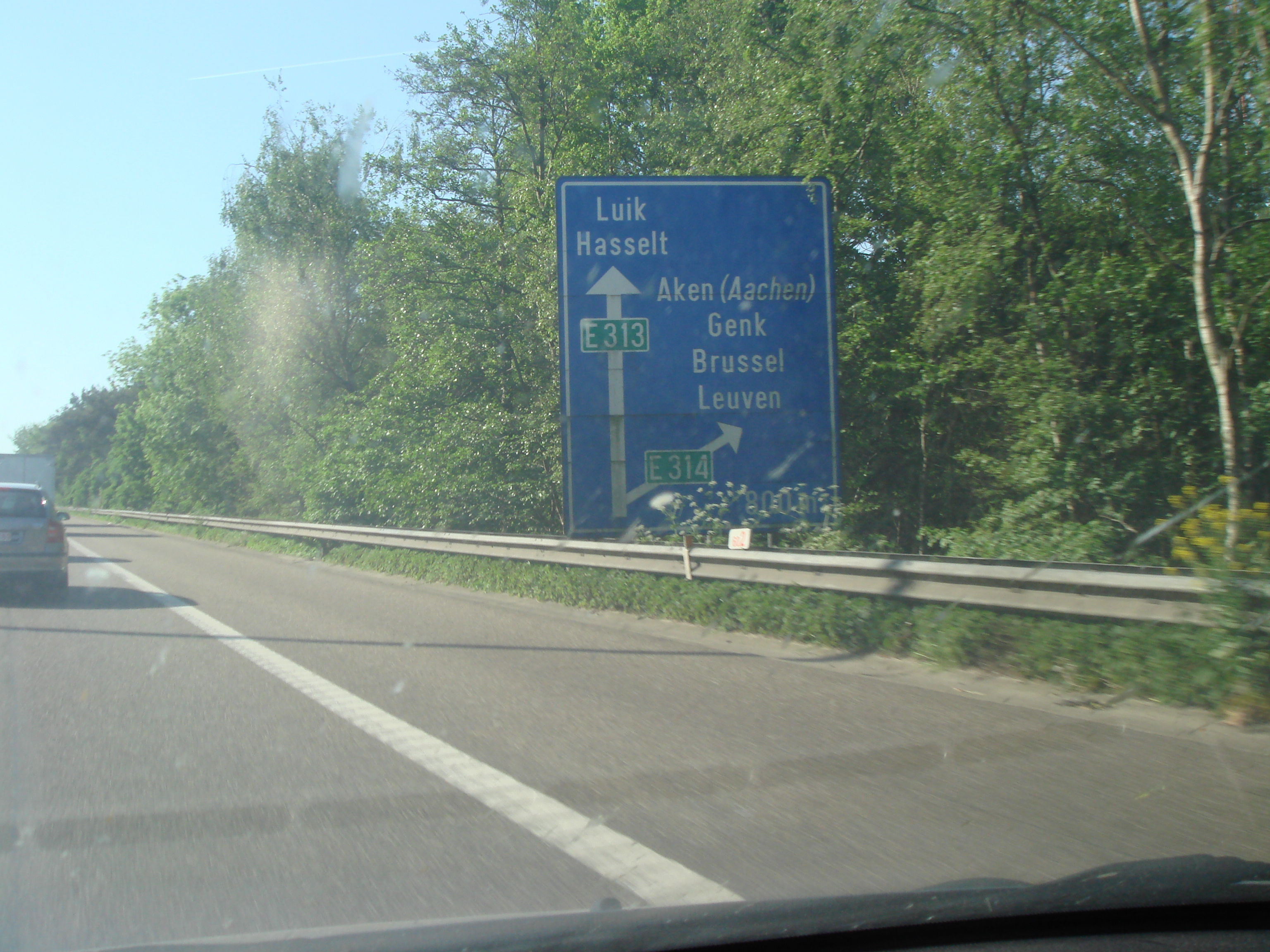
L'A13 au niveau de l'échangeur de Lummen.
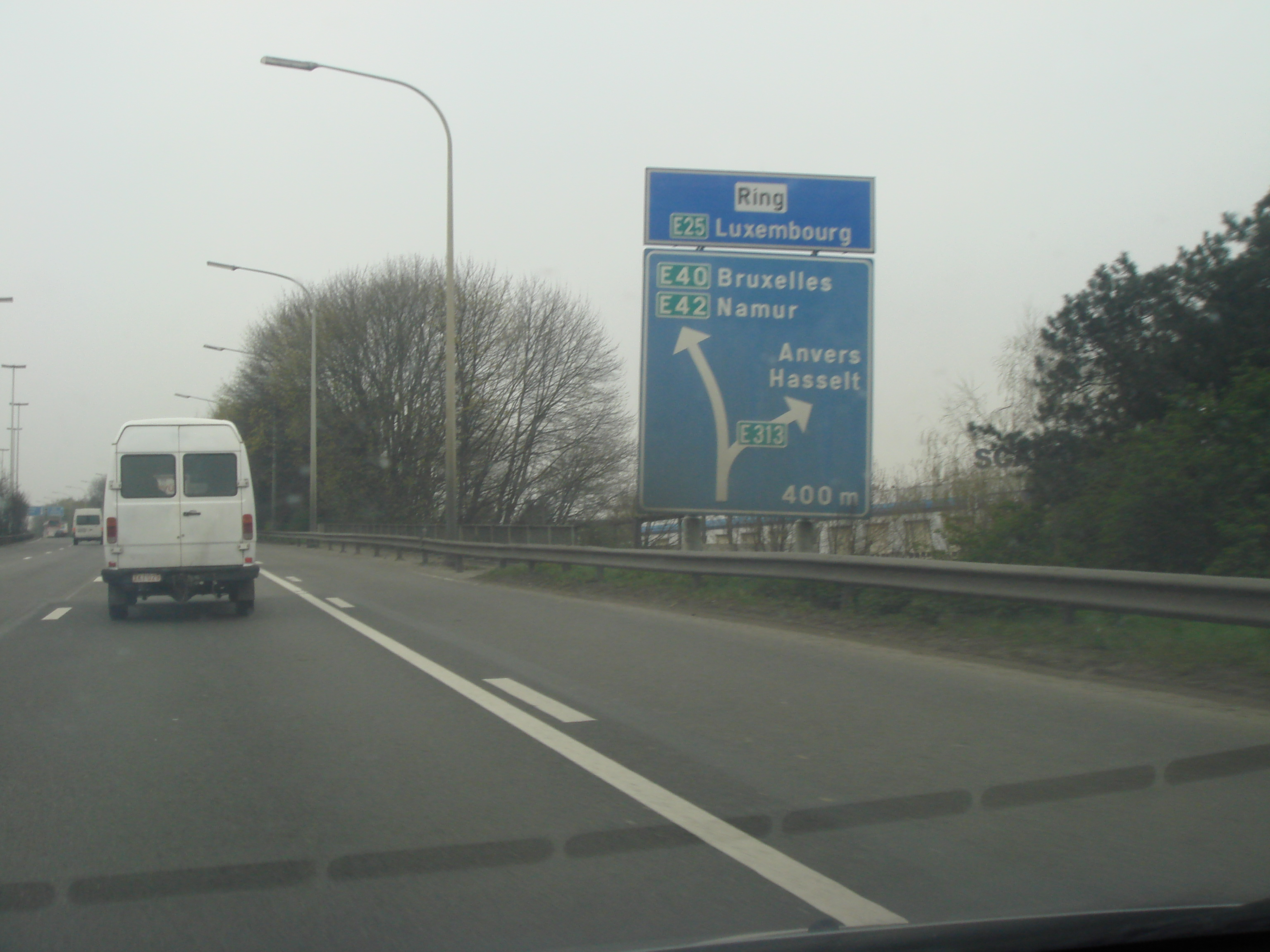
Approche de l'A13 sur l'A3.